# Ibisodziób
Ibisodziób (Ibidorhyncha struthersii) – gatunek średniej wielkości ptaka będący jedynym przedstawicielem podrodziny ibisodziobów (Ibidorhynchinae) w rodzinie ostrygojadów (Haematopodidae).

## Zasięg występowania
Ibisodzioby występują od południowo-wschodniego Kazachstanu na południe po Kaszmir i na wschód przez północno-zachodnie Chiny, Tybet i północno-wschodnie Indie po wschodnio-centralne i północno-wschodnie Chiny.

## Taksonomia
Ibisodziób jest jedynym przedstawicielem podrodziny ibisodziobów (Ibidorhynchinae) w rodzinie ostrygojadów (Haematopodidae); w niektórych ujęciach systematycznych podrodzina ta traktowana jest jako odrębna rodzina Ibidorhynchidae.
Jest to gatunek monotypowy.
Nazwa rodzajowa: gr. ιβις ibis, ιβιδος ibidos – ibis; ῥυγχος rhunkhos – dziób. Epitet gatunkowy honoruje dr. Johna Struthersa (żyjącego w XIX wieku), szkockiego lekarza, kolekcjonera.

## Morfologia
Długość ciała wynosi 39–41 cm; masa ciała 270–320 g; długość dzioba 68–82 mm; rozpiętość skrzydeł ok. 74 cm. Jest ptakiem smukłym o długich nogach i zakrzywionym dziobie przystosowanym do wydobywania pokarmu spod kamieni. Ubarwiony jest z wierzchu na szaro, brzuch jest biały, nogi i dziób są czerwone, przy czym nogi są znacznie bardziej jaskrawe.

## Ekologia
Ibisodzioby zamieszkują okolice górskich rzek. Gniazdo ma postać niewielkiego wgłębienia na plaży. Samice składają zawsze cztery jaja.

## Status
IUCN uznaje ibisodzioba za gatunek najmniejszej troski (LC, Least Concern). Liczebność światowej populacji nie została oszacowana. Globalny trend liczebności nie jest znany.